# Адыр-Кежиг
Адыр-Кежиг (тув. Адыр-Кежиг) — село в Тоджинском кожууне Республики Тыва. Административный центр и единственный населённый пункт Азасского сумона. Население 1297 человек (2007), 1277 (2014).

## История
В 1949 году  организован колхоз «Советская Тува» (позже «Тоора-Хем»), специализировавшийся на оленеводстве.
В селе проживают представители родов Ак, Кол, Бараан. В 2014 году в Москве проходил 9-й Фестиваль коренных малочисленных народов Севера, Сибири и Дальнего Востока «Кочевье Севера». В состав тоджинской делегации входила и танцевальная группа школы.

## География
Село находится у реки Тоора-Хем, и расположено в Тоджинской котловине. К северо-западу находится озеро Чеди-Холь.
Уличная сеть
ул. Азас, ул. Анчы, ул. Арат, ул. Г.Торлук, ул. Малчын, ул. Серекей, ул. Чадамба.
Географическое положение
Расстояние до:
районного центра Тоора-Хем: 9 км.
столицы республики Кызыл: 147 км.
Ближайшие населенные пункты
Тоора-Хем 8 км, Салдам 9 км, Ий 19 км
Климат
Село, как и весь Тоджинский кожуун, приравнен к районам Крайнего Севера.

## Население
| 2002  | 2010  | 2011  | 2012  | 2013  | 2014  | 2015  |
| ----- | ----- | ----- | ----- | ----- | ----- | ----- |
| 1119  | ↗1202 | ↗1203 | ↗1213 | ↗1238 | ↗1277 | ↗1306 |
| 2016  | 2017  | 2018  | 2019  | 2020  | 2021  |       |
| ↗1349 | ↗1359 | ↗1390 | ↗1396 | ↗1412 | ↘1289 |       |

## Известные жители
Из статьи Елена Чадамбы "Одуген — страна оленя", опубликованной в газете   Тувинская правда,  28.03.2015, № 32

В Адыр-Кежиге трепетно относятся к известным землякам. На видном месте — бюст Героя Социалистического Труда Эрестола Даржаа. Любовно оформлен стенд, посвященный писателю Юрию Кюнзегешу, композитору Сергею Бадыраа, архитектору Михаилу Куулару и другим известным людям. На одной из фотографий — тоджинка Мокайбан Чат (Кол), делегатка, ударница Кызылской швейной фабрики, сопровождавшая 3-й эшелон с подарками на фронт. В Тодже родился и государственный деятель Михаил Мендуме — http://tuvapravda.ru/?q=content/odugen-strana-olenya

## Образование
Адыр-Кежигская средняя общеобразовательная школа открылась в 1951 году. Сейчас[когда?]

 в ней обучаются 200  адыркежигцев.  Их воспитывают в духе патриотизма, сохранения уникальной культуры тувинцев-тоджинцев — представителей малочисленного народа численностью 2500 человек. При школе был организован интернат «Одуген» и музей, в котором установлен чум, покрытый корой лиственницы, есть предметы колоритного тоджинского быта, в том числе древний бубен.
Дошкольное образование представлено в виде детского сада "Радуга".